# I koncert fortepianowy Liszta
Koncert fortepianowy Es-dur – dzieło Ferenca Liszta. Główne zapiski utworu datuje się na 1830 rok, zaś wersję końcową na 1849. Koncert składa się z 4 części:
1. Allegro maestoso
2. Quasi adagio
3. Allegretto vivace – Allegro animato
4. Allegro marziale animato

Początek koncertu Liszta jest jednym z motywów muzycznych w kreskówce o Smerfach.

## Posłuchaj
- W przypadku problemów z odtwarzaniem zobacz instrukcję obsługi

Wersja Mp3